# Самтанна
Самтанна (умерла в 739 году) — святая дева, игумения Клонбронейская. Дни памяти — 18 декабря, 19 декабря.
Святая Самтанна (Samthann, Samthana) была монахиней из Ирландии. Она основала монастырь в Клонброни (Clonbroney, Cluain-Bronach), графство Мит. 
Житие святой Самтанны, написанное впоследствии, сообщает, что она была воспитана Криданом (Cridan), королём в Cairbre Cabhra. Он было сговорился о замужестве святой, но чудесным образом брак не состоялся. Святая Самтанна приняла монашеский постриг у св. Когната (Cognat) в Эрнейде (Ernaide), Донегал (Donegal). Оттуда она перебралась в Клонброни.
Почитанию святой на материке способствовал св. Виргилий, епископ Зальцбургский (память 27 ноября). Её имя включено в две литании и в канон Миссала Стоу, а также в древние литании в Зальцбурге, Австрия.